# 더 CJ컵 바이런 넬슨
더 CJ컵 바이런 넬슨(The CJ Cup Bryon Nelson)은 미국 사우스캐롤라이나주 재스퍼군에서 열리는 프로 골프 대회로, 2017년에 창설되었다. CJ그룹이 대회의 후원을 맡고 있다.